# HHL

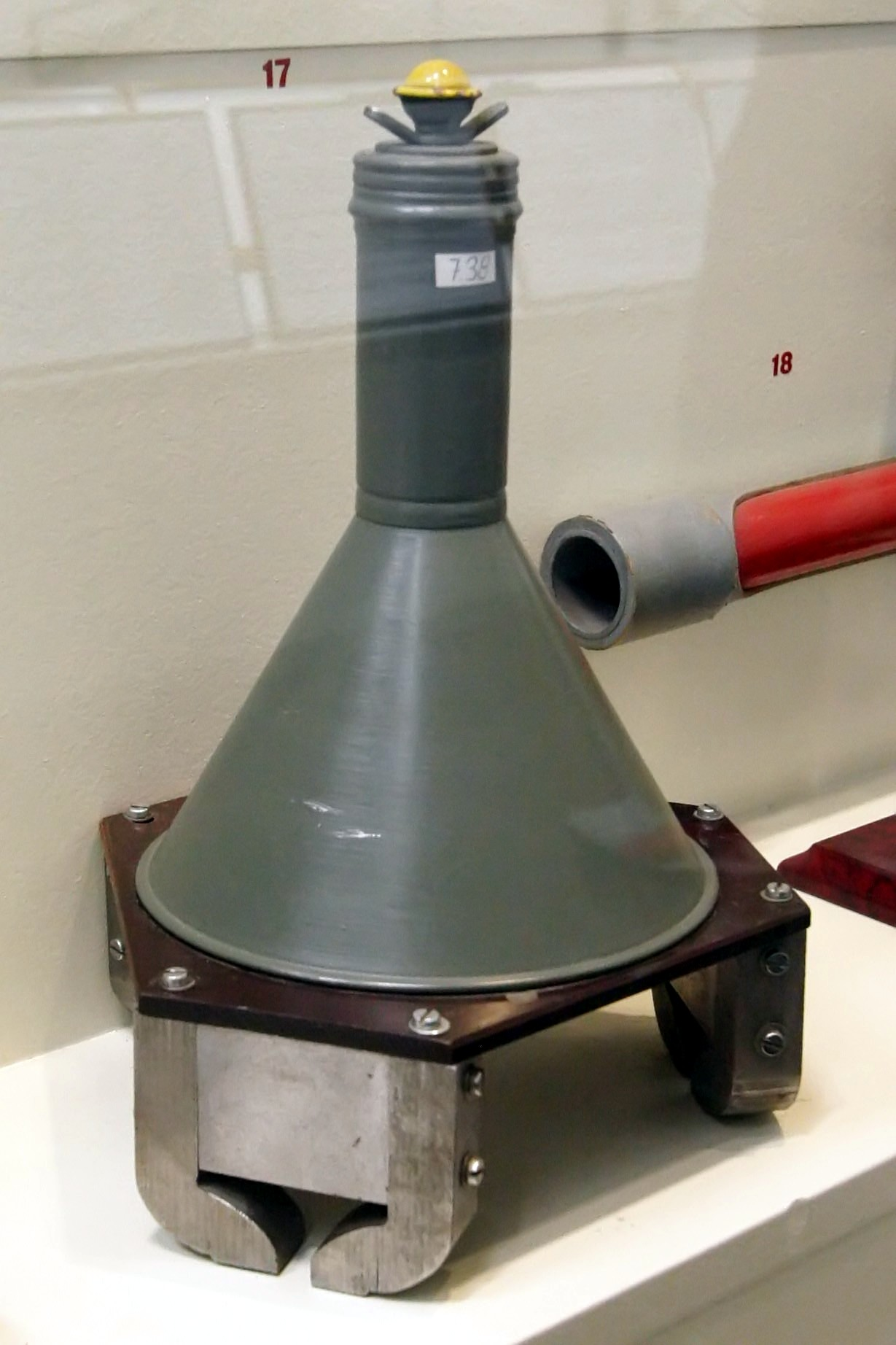
HHL；底端黃色的部位就是引信，使用方法詳見內文。

HHL（德語Hafthohlladung之縮寫，附著承裝定量炸藥之意），為著名的反坦克武器，為附著式定量反坦克手榴彈。第二次世界大戰時，為德意志國防軍單兵標準配備反坦克武器。
德國軍方為防此反坦克武器會被盟軍仿製反過來對付德軍自己的坦克，下令要把德軍自己的坦克表面覆上一層防磁塗層。

## 介紹
HHL廣泛的為德意志國防軍（Wehrmacht）的反坦克班使用。
它的結構相當於一般成型裝藥高爆彈與手榴彈的相結合；漏斗狀的彈體內部結構為銅罩杯（杯口朝向目標）與杯底的高爆炸藥。炸藥後方（漏斗嘴的部分）就是引信；這個結構與M24手榴彈相同，都是一個內部表面粗糙的鐵管盛裝引信，單兵只要抽拉引信，內部表面粗糙的部分就會跟引信形成強烈摩擦而引燃，然後在單位時間內迅速升溫到引爆炸藥為止。
炸藥爆炸之後的能量釋放就會推動罩杯，讓罩杯以音速五倍的速度往裝甲的方向前進；原來杯底的部分這時候被炸藥的力量往前推成像彈尖的部分，由於能量的關係，罩杯被壓力以噴流的形式強迫推入裝甲內，以高溫（爆炸的高溫產生對罩杯的熔蝕）跟高速（被熔蝕的銅質部分變成比較小的體積）的方式＂燒穿＂裝甲。
HHL的底部有三對磁鐵，這個設計就是要方便讓單兵直接的將HHL以磁力吸附的方式置於敵方坦克的裝甲上，在裝置之前得先將HHL後端的點火器抽拉點燃炸藥。這意味著坦克裝甲的傾斜角就失去以傾斜角提升裝甲厚度對抗成型裝藥彈頭的優勢，當然也就不足抵擋此炸藥的威力，因為裝置的方式是使此炸藥以垂直的角度將噴流集中於坦克裝甲上。
但是要單兵迫近坦克無疑是種自殺行為，畢竟在敵方火力之下，尤其步戰合一（步兵保護戰車，戰車強行突入並掩護步兵）的情形下，無疑單兵是極為脆弱的。
HHL對坦克的破壞力量強大到它可以摧毀厚達140mm的軋壓均質裝甲（Rolled homogeneous armour，簡稱RHA，軍事裝甲車輛之鋼版厚度對照單位）。早期之HHL呈半圓球狀，之後的改良器才出現倒漏斗狀。

## 使用方法
進入戰備後，將雷管與延遲引信置入彈體末端準備待命。待發現敵方坦克接近時，由掩體後方朝向目標左右側既後方進行突擊，接近目標後抽拉點火器後並將HHL垂直吸附置於坦克裝甲上，之後迅速離開並尋找掩體保護，等待引爆。
（德軍的彈藥管理規定引信與炸藥得平常分開儲放，進入戰備後才由基層官兵進行安裝與發放。）

## 詳細規格
- 重量：3kg（HHL3）；3.5kg（HHL3.5）
- 高度：27.5cm
- 出廠日期：1942年11月
- 載藥量：1.5kg（HHL3）
- 磁力：附著力量45kg
- 破壞力：厚140mm的RHA（角度為0度時）與20英吋（50.8公分）的混凝土，爆破直徑可達150mm。
- 引信：磨擦式點燃延遲4.5秒；之後於1943年5月後出產者增長時間至7.5秒
- 產量：553900枚，產出時間自1942至1944年
- 退役時間：1955年5月

在Panzerfaust（反坦克榴彈拋射器）出現後，HHL不再生產，但做為後備軍需仍繼續存在。